# Щербанівська сільська територіальна громада
Щербанівська сільська територіальна громада — об'єднана територіальна громада в Україні, в Полтавському районі Полтавської області. Адміністративний центр — село Щербані.
Площа громади — 98,77 км², населення — 13 011 мешканців (2018). 17,732 мешканці (2024).
Утворена 7 липня 2017 року шляхом об'єднання Тростянецької та Щербанівської сільських рад Полтавського району.
19 липня 2020 року, в результаті адміністративно - територіальної реформи та ліквідації Полтавського району(1925-2020), громада увійшла до складу новоутвореного Полтавського району.

## Населені пункти
До складу громади входять 15 сіл: Буланове, Великий Тростянець, Вищі Вільшани, Гора, Горбанівка, Квіткове, Малий Тростянець, Нижні Вільшани, Нижні Млини, Пожарна Балка, Розсошенці, Сапожине, Тютюнники, Шмиглі та Щербані.